# Tebaida
Tebaida ali Tebais (starogrško Θηβαΐς, latinizirano: Thēbaïs) je bila regija Starega Egipta, ki je obsegala 13 najjužnejših nomov Gornjega Egipta od Abidosa do Asuana.

## Faraonska zgodovina
Tebaida je dobila ime po bližnji staroegipčanski prestolnici Tebe (Luksor). V staroegipčanskem obdobju so v tej regiji vladale Tebe in njihova duhovščina iz Amonovega templja v Karnaku. 
V ptolemajskem Egiptu je Tebaida tvorila upravno okrožje pod tebanskim epistrategom, odgovornim tudi za nadzor plovbe v Rdečem morju in Indijskem oceanu. Glavno mesto Ptolemajske Tebaide je bil Ptolemais Hermiu, helenistična kolonija ob Nilu, ki je bila tudi središče kraljeve politične in gospodarske oblasti v Gornjem Egiptu. 

## Rimska provinca
V rimskem obdobju je cesar Dioklecijan ustanovil provinco Tebaido, ki sta jo varovali I. legija Maximiana Thebanorum in II. legija Flavia Constantia. Provinca je bila kasneje razdeljena na provinci Gornje Tebe (latinsko Thebais Superior, grško Ἄνω Θηβαΐς, Anō Thēbaïs), ki je obsegala južno polovico prejšnje province s prestolnico v Tebah, in Spodnje ali Bližnje Tebe (latinsko Thebais Inferior, grško  Θηβαΐς Ἐγγίστη, Thēbaïs Engistē), ki je obsegala  severno polovico s prestolnico v Ptolemaidi. 
Približno v 5. stoletju je puščavski del Tebaide  postal kraj, kamor so se umaknili številni krščanski puščavniki in je bila rojstni kraj sv. Pahomija.
V krščanskem izročilu se Tebaida omenja kot kraj s številnimi menihi. 

## Vira
- Bagnall, R., J. Drinkwater, A. Esmonde-Cleary, W. Harris, R. Knapp, S. Mitchell, S. Parker, C. Wells, J. Wilkes, R. Talbert, M. E. Downs, M. Joann McDaniel, B. Z. Lund, T. Elliott, S. Gillies (15. februar 2012). »Places: 991398 (Thebais)«. Pleiades. Pridobljeno 8. marca 2012.{{navedi splet}}:  Vzdrževanje CS1: več imen: seznam avtorjev (povezava)
- GCatholic - (Current, Titular and) Defunct sees in Egypt